# Internationaux de Strasbourg 2009
L'Internationaux de Strasbourg 2009 è stato un torneo di tennis femminile che si è giocato sui campi in terra rossa del Centre Sportif de Hautepierre di Strasburgo, Francia, dal 18 al 23 maggio 2009.
Faceva parte del circuito International.

## Partecipanti

### Teste di serie
| Giocatore               | Nazionalità | Ranking* | Testa di serie |
| ----------------------- | ----------- | -------- | -------------- |
| Anabel Medina Garrigues | Spagna      | 20       | 1              |
| Sybille Bammer          | Austria     | 29       | 2              |
| Peng Shuai              | Cina        | 32       | 3              |
| Gisela Dulko            | Argentina   | 43       | 4              |
| Tamarine Tanasugarn     | Thailandia  | 48       | 5              |
| Elena Vesnina           | Russia      | 52       | 6              |
| Anna-Lena Grönefeld     | Germania    | 53       | 7              |
| Nathalie Dechy          | Francia     | 62       | 8              |

- Ranking all'11 maggio 2009.

### Altri partecipanti
Giocatori con la Wild card:
- Claire Feuerstein
- Irena Pavlović
- Kinnie Laisné

Giocatori passati dalle qualificazioni:
- Jasmin Wöhr
- Viktorija Kutuzova
- Monica Niculescu
- Julija Bejhel'zymer

## Campioni

### Singolare
Aravane Rezaï ha battuto in finale  Lucie Hradecká con il punteggio di 7–6(2), 6–1

### Doppio
Nathalie Dechy /  Mara Santangelo hanno battuto in finale  Claire Feuerstein /  Stéphanie Foretz Gacon,6–0, 6–1